# 藺琦
藺琦（1441年—1511年），字廷玺，山東德平縣人，明朝政治人物。

## 生平
成化十年（1474年），山東鄉試中舉。成化十七年（1481年），登辛丑科進士。授兵科给事中，迁左右都给事中，弘治十五年（1502年），由应天府丞，升顺天府尹。弘治十八年（1505年）十一月致仕。正德六年（1511年）去世，享年七十一歲。